# Yaniv Katan
Yaniv Katan (* 27. Januar 1981 in Haifa) ist ein israelischer ehemaliger Fußballspieler. Er spielte auf der Position des Stürmers.

## Karriere
Mit neun Jahren ging Katan in die Schule von Maccabi Haifa, einem der berühmtesten und erfolgreichsten Klubs in Israel. Er durchlief alle Jugendmannschaften des Vereins und spielte zeitgleich auch in den Jugendteams der israelischen Nationalmannschaft. Mit gerade einmal 17 Jahren stieg Katan aus der A-Jugend direkt in den Profikader auf. Er war der erste Spieler eines israelischen Teams, der ein Tor in der UEFA Champions League schoss. Am 18. September 2002 schoss er im Old Trafford von Manchester United das 1:0 in der 8. Minute. Sein Team verlor am Ende mit 5:2, doch es war für ihn ein Riesenerfolg, da er sich in die Geschichtsbücher eintragen konnte. 
Mittlerweile hatte Katan fünf Meisterschaften mit seinem Klub Maccabi Haifa gesammelt, als er im Januar 2006 eine Offerte des englischen Klubs West Ham United bekam. Katan nahm an, konnte jedoch kaum Einsätze in der englischen Premier League verbuchen und ging im Sommer 2006 enttäuscht zurück nach Haifa. Er blieb dort bis zu seinem Karriereende 2014.